# Леонид Брежнев
Леонид Илич Брежнев (на руски: Леони́д Ильи́ч Бре́жнев) е съветски политик и държавник.
Той ръководи Съветския съюз като Генерален секретар на Централния комитет (ЦК) на Комунистическата партия на Съветския съюз (КПСС) от октомври 1964 до смъртта си през 1982 година. След Йосиф Сталин той е най-дълго управлявалият държавник на СССР – 18 години. Въпреки че първите му години са успешни в икономическата сфера, неговото управление често е критикувано, понеже тогава започва периодът на сериозна икономическа и социална стагнация, това се усеща особено силно в последните години, в които той е на власт. Тези неуспехи на Брежнев, в крайна сметка водят до разпадането на Съветския съюз през 1991 година. Въпреки това, според резултатите от проучване на общественото мнение, проведено през 2013 г. от Левада Център, Брежнев е признат за най-добрия държавен глава на СССР.
Брежнев е роден в Каменское в украинско  работническо семейство. След като завършва Днипродзержинския металургически техникум, става металург-инженер в железостоманената индустрия в Украйна. През 1923 година влиза в Комсомола, а от 1929 година е активен член на Комунистическата партия. Мобилизиран е във Втората световна война и напуска армията през 1946 година с ранг генерал-майор. През 1952 г. става член на Централния комитет, а през 1964 г. наследява Никита Хрушчов като Първи секретар. Алексей Косигин наследява Хрушчов като Председател на Министерския съвет.
Маршал на СССР (1976), удостоен със званията „Герой на Съветския съюз“ (4 пъти: 1966, 1976, 1978, 1981) и „Герой на социалистическия труд“ (1961), „Герой на Народна република България“ (3 пъти: 1973, 1976, 1981). Общо за целия си живот Брежнев има 117 съветски и чуждестранни награди.

## Биография

### Произход и образование
Роден е на 1 януари 1907 г. (19 декември 1906 г. стар стил) в град Каменское, Руска империя (днес Камянске, Днепропетровска област, Украйна) в семейство на работник в металургичен завод.
Завършва класическа гимназия (1915 – 1921) и Курския земемерно-мелиоративен техникум (1923 – 1927). Още на 15-годишна възраст започва работа. След техникума работи като земемер в Кохановски район на Оршански окръг, Беларус. Заминава (1928) за Урал, където работи като земемер, завеждащ районен земеделски отдел и заместник-председател на Изпълнителния комитет на Бисертския районен съвет в Свердловска област. По-късно става първи заместник-началник на Уралското областно земеделско управление.
През 1923 г. става член на комсомола. Член е на ВКП (болшевики) от 1931 г. Завършва Днепродзержинския металургичен институт през 1935 г. и става главен инженер в Металургичния комбинат в Днепродзержинск.
В периода 1935 – 1936 г. е политкомисар на танкова рота в Червената армия (служи като политофицер от 1935 до 1954 г., с прекъсвания) в Забайкалския военен окръг. През 1938 г. временно напуска армията, завръща се в металургичния завод и продължава да работи като инженер. През 1939 г. става секретар на Областния комитет на Комунистическата партия на Украйна в Днепропетровск.

### Втора световна война (1939 – 1945)
Още от началото на Втората световна война (1941 – 1945) взима участие в мобилизацията на населението за защита на СССР. Занимава се с евакуацията на промишлеността (изтеглена във вътрешността на страната), след това заминава в частите от редовната армия. По-късно става заместник-началник на политическото управление на Южния фронт, а от 1943 г. е началник на политическия отдел на 18-а армия. Произведен е в чин полковник.
Активно участва във военните действия срещу хитлеристките окупатори, особено се отличава в боевете при Ростов на Дон, Керч, Новоросийск, в бойните действия в цяла Украйна. По време на бойните действия се твърди, че е извършвал организаторски действия, непосредствено в предните части на подразделенията, мобилизирал личния състав за разрешаване на сложни бойни задачи. Участникът в сраженията под Новоросийск, герой на Съветския съюз, писателят С. А. Борзенко пише в мемоарите си: „Брежнев го знаеше цялата армия... Началникът на политотдела циментираше морално войската, неведнъж проявяваше лична храброст и желязно хладнокръвие“.
На 2 ноември 1944 г. на полковник Брежнев е присвоено воинско звание генерал-майор. В края на Втората световна война, през май 1945 г., е началник на политуправлението на 4-ти украински фронт.

### Политическа кариера (1964 – 1982)
Леонид Брежнев е фактически ръководител на Съветския съюз от 1964 до 1982 г. Той е първи секретар на ЦК на КПСС от 1964 г. (генерален секретар от 1966) и председател на Президиума на Върховния съвет на СССР от 1960 до 1964 и от 1977 до 1982 г.
В първите 10 г. от своето управление се ползва с огромна популярност в държавния апарат и сред народа. По повод на годишно възпоменание на Никита Хрушчов (свален от Брежнев) той се шегува: „Вот смотрите на Леонида – мало, что он красавец, гроза баб, а как люди его любят! Они же за ним в огонь пойдут и в воду...“ („Ето погледнете Леонид – не стига, че е красавец, буря за жените, а как го обичат хората! Те за него ще влязат и в огън, и във вода...“) Брежнев е тънък психолог и лесно намира общ език със своето обкръжение.
Последните години от управлението на Леонид Брежнев получават в литературата названието „период на застой“ и се характеризират с обща криза в съветския режим, нарастващи негативни тенденции в икономиката и извънредно увеличение на бюрократическия апарат. Знаменитата фраза на Брежнев е: "Меня окружают милые, симпатичные, очень преданные люди, медленно сжимающие кольцо…" (Мен ме обкръжават мили, симпатични, много предани хора, бавно затягащи обръча...). В този момент Брежнев е вече тежко болен.
В периода на управление на Брежнев през 1979 г. по молба на афганистанското правителство са изпратени съветски войски в Афганистан, което довежда до 10-годишна кръвопролитна война с тежки последици. Тази война ускорява разпада на СССР.
Леонид Брежнев умира в Москва на 10 ноември 1982 г.

## Семейство
Брежнев се жени в Свердловск за акушерката от Белгород Виктория Петровна Денисова (1907 – 1995) през 1928 г. Раждат им се 2 деца:
- Галина (1929 – 1998)
- Юрий (1933 – 2013) – бивш първи заместник-министър на външната търговия на СССР, в периода 1979 – 1986 година.

## Военни звания
- бригаден комисар – 26 декември 1941 г.
- полковник – 15 декември 1942 г.
- генерал-майор – 2 ноември 1944 г.
- генерал-лейтенант – 4 август 1953 г.
- генерал от армията – 21 март 1974 г.
- Маршал на Съветския съюз – 7 май 1976 г.

## Ордени и награди
- Ленинска награда за мир (СССР, 1972)
- звание Герой на Съветския съюз (СССР: 18.12.1966, 18.12.1976, 19.12.1978, 18.12.1981)
- звание Герой на социалистическия труд (СССР, 17.06.1961)
- орден „Победа“ (СССР, 20.02.1978) „за мащабни победи на 1 или няколко фронта“ – награждаването е отменено с указ на Президиума на Върховния съвет на СССР от 21.09.1989
- Златен медал „Карл Маркс“ от АН на СССР като „класик на марксизма-ленинизма“ (СССР, 1977)
- Герой на Народна република България (НРБ: 1973, 1976, 1981)
- орден „Георги Димитров“ (НРБ: 1973, 1976, 1981)
- Медал „100 г. от освобождението на България от османско робство“ (НРБ, 1978)
- Медал „30 г. от социалистическата революция в България“ (НРБ, 1974)
- Медал „90 г. от рождението на Георги Димитров“ (НРБ, 1972)
- Медал „100 г. от рождението на Георги Димитров“ (НРБ, 1982)
- звание „Почетен гражданин“ на градове в СССР и чужбина
- множество съветски и чуждестранни ордени

## Брежнев и ветераните
През 1965 г., когато се навършват 20 години от Деня на победата, 9 май е обявен за неработен ден. Постепенно Денят на победата се превръща във втория държавен празник след Деня на Великата октомврийска социалистическа революция. По инициатива на Брежнев през същата 1965 г. на Червения площад се провежда военен парад, открива се гробницата на Незнайния войн. Освен това се наблюдава значително разширяване на обема на обезщетенията за ветерани от Великата отечествена война, а кръгът на лицата, считани за ветерани, е разширен.

## Изследвания
- Медведев, Р. Личность и эпоха. Политический портрет Л. И. Брежнева. Кн. 1. М., 1991.
- Геллер, М. Я. Российские заметки 1980 – 1990. М., 2001 (Хроника ХХ в.).
- Соколов, Б. В. Леонид Брежнев. Золотая эпоха. М., 2004.
- Млечин, Л. М. Брежнев. М., 2005.
- Генсек и фотограф. К 100-летнему юбилею Леонида Ильича Брежнева. Москва-Жуковский, 2006.
- Байгушев, А. И. Партийная разведка. М., 2007 (Политический бестселлер).
- Ванюков, Д. А. Эпоха застоя. М., 2008.
- Шубин, А. Золотая осень, или Период застоя. СССР в 1975 – 1985 гг. М., 2008.